# Diphtherocome vigens
Diphtherocome vigens är en fjärilsart som beskrevs av Walker 1865. Diphtherocome vigens ingår i släktet Diphtherocome och familjen nattflyn. Inga underarter finns listade i Catalogue of Life.